# James Last
James Last, właśc. Hans Last (ur. 17 kwietnia 1929 w Bremie, zm. 9 czerwca 2015 w Palm Beach) – niemiecki kompozytor, aranżer i dyrygent orkiestry big-bandowej. W 1964 założył James Last Orchestra, która przyniosła mu międzynarodową rozpoznawalność.

## Młodość
Urodzony pod nazwiskiem Hans Last w niemieckiej Bremie, w wieku sześciu lat zaczął naukę gry na fortepianie i kontrabasie. W czasie II wojny światowej kształcił się w szkole wojskowej.

## Kariera
Last rozpoczął muzyczną karierę w latach 60. XX w. tworząc instrumentalne nagrania oraz kierując big-bandem James Last and His Orchestra z dodatkowymi instrumentami smyczkowymi i chórem. Podczas pracy w przemyśle muzycznym nagrał 75 albumów, które odniosły sukces w Wielkiej Brytanii. W szczytowym momencie kariery Last tworzył dwa albumy miesięcznie. Nagrania kompozytora, które określano mianem happy music, sprzedały się w milionach egzemplarzy. James Last był także regularnym gościem brytyjskiej telewizji.

## Życie prywatne
Jego pierwszą żoną była Waltraud Wiese, którą poślubił w 1955. Mieli dwoje dzieci – Ronalda i Caterinę. Waltraud zmarła w 1997. Z drugą żoną, Christine, Last mieszkał w USA na Florydzie i w Niemczech w Hamburgu.
James Last zmarł 9 czerwca 2015 na Florydzie w wieku 86 lat.